# Miron Pankiewicz
Miron Iwanowicz Pankiewicz, ros. Мирон Иванович Панкевич (ur. 6 sierpnia 1905 r. we wsi Branczyce w guberni mińskiej, zm. ?) – radziecki wojskowy (podpułkownik), propagandysta Rosyjskiej Armii Wyzwoleńczej, zastępca szefa oddziału artylerii, a następnie szef 4 wydziału kadr artyleryjskich oddziału dowódczego sztabu Sił Zbrojnych Komitetu Wyzwolenia Narodów Rosji podczas II wojny światowej.
1 listopada 1928 r. wstąpił do Armii Czerwonej. Służył w 27 Pułku Artyleryjskim 27 Dywizji Strzeleckiej. Pod koniec 1928 r. objął dowództwo plutonu zapasowego, a następnie został zastępcą dowódcy plutonu służby podoficerskiej. Od początku sierpnia 1930 r. pełnił obowiązki dowódcy plutonu baterii artylerii 80 Pułku Strzeleckiego. Na początku grudnia 1931 r. objął funkcję zastępcy dowódcy baterii artylerii pułku. Pod koniec marca 1933 r. został dowódcą samodzielnej baterii przeciwpancernej 27 Dywizji Strzeleckiej. Na początku kwietnia 1934 r. ukończył specjalny kurs kadry dowódczej Sił Morskich Armii Czerwonej, po czym objął dowództwo 49 Korpuśnego Pułku Artylerii Białoruskiego Okręgu Wojskowego. Od końca lutego 1935 r. był zastępcą szefa sztabu 27 Pułku Artylerii 27 Dywizji Strzeleckiej. W 1936 r. awansował do stopnia porucznika. Od końca kwietnia 1938 r. pełnił funkcję adiutanta 27 Samodzielnego Dywizjonu Przeciwpancernego. W połowie grudnia tego roku został zastępcą dowódcy dywizjonu 27 Artyleryjskiego Pułku Haubic 27 Dywizji Strzeleckiej. W 1939 r. awansował na kapitana. W latach 1939–1940 był członkiem radzieckiej misji wojskowej w Chinach. Od poł. marca 1941 r. dowodził dywizjonem 622 Artyleryjskiego Pułku Haubic. Został majorem. Od końca grudnia tego roku był szefem oddziału operacyjnego zarządu dowódcy artylerii 39 Armii. Pod koniec lutego 1942 r. objął funkcję szefa sztabu artylerii 357 Dywizji Strzeleckiej. Na początku lipca tego roku awansował na podpułkownika. Wkrótce dostał się do niewoli niemieckiej. Przebywał w różnych obozach jenieckich. Jesienią 1943 r. wstąpił do Rosyjskiej Armii Wyzwoleńczej (ROA). Na początku 1944 r. ukończył szkołę propagandystów ROA w Dabendorfie pod Berlinem, po czym został szefem sztabu inspektoratu gen. Iwana A. Błagowieszczeńskiego. Od października tego roku był zastępcą szefa oddziału artylerii sztabu Sił Zbrojnych Komitetu Wyzwolenia Narodów Rosji. Na początku stycznia 1945 r. został szefem 4 wydziału kadr artyleryjskich oddziału dowódczego sztabu Sił Zbrojnych KONR. Na początku maja tego roku wraz ze sztabem i częścią oddziałów "własowskich" poddał się Amerykanom. Przebywał w różnych obozach jenieckich. W połowie 1945 r. zbiegł z obozu w Ganacker, ale schwytano go i wydano Sowietom. Po śledztwie został skazany na karę łagrów. We wrześniu 1955 r. wyszedł na wolność, po czym powrócił do rodzinnej wsi. Dalsze jego losy są nieznane.